# Parafia Podwyższenia Krzyża Świętego w Żaganiu
Parafia Podwyższenia Krzyża Świętego w Żaganiu – parafia Kościoła Polskokatolickiego w RP, położona w dekanacie lubuskim diecezji wrocławskiej. Msze św. sprawowane są w niedzielę o godzinie 10:00 w kaplicy parafialnej Podwyższenia Krzyża Świętego przy ul. Wojska Polskiego 6.
Pierwsze polskokatolickie parafie na ziemi lubuskiej powstały stosunkowo późno, bo dopiero na początku lat sześćdziesiątych XX wieku, w wyniku polityki misyjnej na ziemiach zachodnich. Pierwszą z nich była erygowana 19 grudnia 1961 parafia w Szprotawie, drugą zaś parafia w Żarach. Na nabożeństwa do istniejących parafii polskokatolickich przyjeżdżali także mieszkańcy Gozdnicy, co zaowocowało utworzeniem w sierpniu parafii polskokatolickiej. Niebawem udało się także zorganizować parafię w Żaganiu.
Już od grudnia 1965 w Żaganiu wyznawcy polskokatolicyzmu starali się o przekazanie im kościoła przy ulicy Rosenbergów. Wspomniany kościół był użytkowany przez parafię rzymskokatolicką jako punkt katechetyczny. W jej posiadaniu były jeszcze trzy kościoły, stało się więc prawie jasne, że kolejny obiekt sakralny przypadnie Kościołowi Narodowemu, zwłaszcza że liczba wiernych wynosiła około 70 osób. Do przejęcia kościoła jednak nie doszło. Kościołowi Polskokatolickiemu przekazano do użytku kaplicę przy ul. Wojska Polskiego, a kościół przy ul. Rosenbergów 73 stał się świątynią filialną (pw. Świętego Ducha) parafii rzymskokatolickiej Wniebowzięcia NMP.